# 69e British Academy Film Awards
De 69e British Academy Film Awards of BAFTA Awards werden uitgereikt op 14 februari 2016 voor de films uit 2015. De uitreiking vond plaats in het Royal Opera House in de Londense wijk Covent Garden met Stephen Fry als gastheer. Op 8 januari werden de nominaties bekendgemaakt door Stephen Fry en Gugu Mbatha-Raw.

## Winnaars en genomineerden

### Beste film
- The Revenant
  - The Big Short
  - Bridge of Spies
  - Carol
  - Spotlight

### Beste regisseur
- Alejandro González Iñárritu – The Revenant
  - Todd Haynes – Carol
  - Adam McKay – The Big Short
  - Ridley Scott – The Martian
  - Steven Spielberg – Bridge of Spies

### Beste acteur
- Leonardo DiCaprio – The Revenant als Hugh Glass
  - Bryan Cranston – Trumbo als Dalton Trumbo
  - Matt Damon – The Martian als Mark Watney
  - Michael Fassbender – Steve Jobs als Steve Jobs
  - Eddie Redmayne – The Danish Girl als Lili Elbe/Einar Wegener

### Beste actrice
- Brie Larson – Room als Joy “Ma” Newsome
  - Cate Blanchett – Carol als Carol Aird
  - Saoirse Ronan – Brooklyn als Eilis Lacey
  - Maggie Smith – The Lady in the Van als Miss Mary Shepherd/Margaret Fairchild
  - Alicia Vikander – The Danish Girl as Gerda Wegener

### Beste mannelijke bijrol
- Mark Rylance – Bridge of Spies als Rudolf Abel
  - Christian Bale – The Big Short als Michael Burry
  - Benicio del Toro – Sicario als Alejandro Gillick
  - Idris Elba – Beasts of No Nation als Commandant
  - Mark Ruffalo – Spotlight als Michael Rezendes

### Beste vrouwelijke bijrol
- Kate Winslet – Steve Jobs als Joanna Hoffman
  - Jennifer Jason Leigh – The Hateful Eight als Daisy Domergue
  - Rooney Mara – Carol als Therese Belivet
  - Alicia Vikander – Ex Machina als Ava
  - Julie Walters – Brooklyn als Madge Kehoe

### Beste animatiefilm
- Inside Out
  - Minions
  - Shaun the Sheep

### Beste cinematografie
- Emmanuel Lubezki – The Revenant
  - Roger Deakins – Sicario
  - Janusz Kamiński – Bridge of Spies
  - Edward Lachman – Carol
  - John Seale – Mad Max: Fury Road

### Beste kostuums
- Jenny Beavan – Mad Max: Fury Road
  - Odile Dicks-Mireaux – Brooklyn
  - Sandy Powell – Carol
  - Sandy Powell – Cinderella
  - Paco Delgado – The Danish Girl

### Beste montage
- Margaret Sixel – Mad Max: Fury Road
  - Hank Corwin – The Big Short
  - Michael Kahn – Bridge of Spies
  - Pietro Scalia – The Martian
  - Stephen Mirrione – The Revenant

### Beste Britse film
- Brooklyn
  - 45 Years
  - Amy
  - The Danish Girl
  - Ex Machina
  - The Lobster

### Beste niet-Engelstalige film
- Relatos salvajes (Wild Tales) - 
  - Nie yin niang (The Assassin) - 
  - Theeb - 
  - Turist (Force Majeure) - 
  - Timbuktu -  /

### Beste documentaire
- Amy
  - Cartel Land
  - He Named Me Malala
  - Listen to Me Marlon
  - Sherpa

### Beste grime en haarstijl
- Damian Martin en Lesley Vanderwalt – Mad Max: Fury Road
  - Morna Ferguson en Lorraine Glynn – Brooklyn
  - Jerry DeCarlo en Patricia Regan – Carol
  - Jan Sewell – The Danish Girl
  - Sian Grigg, Duncan Jarman en Robert Pandini – The Revenant

### Beste filmmuziek
- Ennio Morricone – The Hateful Eight
  - Thomas Newman – Bridge of Spies
  - Carsten Nicolai en Ryuichi Sakamoto – The Revenant
  - Jóhann Jóhannsson – Sicario
  - John Williams – Star Wars: The Force Awakens

### Beste productieontwerp
- Colin Gibson en Lisa Thompson – Mad Max: Fury Road
  - Rena DeAngelo en Adam Stockhausen – Bridge of Spies
  - Judy Becker en Heather Loeffler – Carol
  - Celia Bobak en Arthur Max – The Martian
  - Rick Carter, Darren Gilford en Lee Sandales – Star Wars: The Force Awakens

### Beste bewerkte scenario
- The Big Short - Adam McKay en Charles Randolph
  - Room - Emma Donoghue
  - Brooklyn - Nick Hornby
  - Carol - Phyllis Nagy
  - Steve Jobs - Aaron Sorkin

### Beste originele scenario
- Spotlight - Tom McCarthy en Josh Singer
  - Bridge of Spies - Joel en Ethan Coen
  - Inside Out - Josh Cooley, Pete Docter en Meg LeFauve
  - Ex Machina - Alex Garland
  - The Hateful Eight - Quentin Tarantino

### Beste geluid
- The Revenant
  - Bridge of Spies
  - Mad Max: Fury Road
  - The Martian
  - Star Wars: The Force Awakens

### Beste visuele effecten
- Star Wars: The Force Awakens
  - Ant-Man
  - Ex Machina
  - Mad Max: Fury Road
  - The Martian

### Beste korte animatiefilm
- Edmond
  - Manoman
  - Prologue

### Beste korte film
- Operator
  - Elephant
  - Mining Poems of Odes
  - Over
  - Samuel-613

### Beste uitzonderlijk debuut van een Brits regisseur, schrijver of producent
- Naji Abu Nowar (scenario, regie) en Rupert Lloyd (producent) – Theeb
  - Stephen Fingleton (scenario, regie) – The Survivalist
  - Alex Garland (regie) – Ex Machina
  - Debbie Tucker Green (scenario, regie) – Second Coming
  - Sean McAllister (regie, producent) en Elhum Shakerifar (producent) – A Syrian Love Story

### EE Rising Star Award(publieksprijs)
- John Boyega
  - Taron Egerton
  - Dakota Johnson
  - Brie Larson
  - Bel Powley

## Meerdere prijzen of nominaties
Films die meerdere prijzen hebben gewonnen:
- 5: The Revenant
- 4: Mad Max: Fury Road

Films die meerdere nominaties hadden:
- 9: Bridge of Spies en Carol
- 8: The Revenant
- 7: Mad Max: Fury Road
- 6: Brooklyn en The Martian
- 5: Ex Machina, The Big Short en The Danish Girl
- 4: Star Wars: The Force Awakens
- 3: Sicario, Spotlight, Steve Jobs en The Hateful Eight
- 2: Amy, Inside Out, Room en Theeb